# Силвердејл (Вашингтон)
Силвердејл (енгл. Silverdale) насељено је место без административног статуса у америчкој савезној држави Вашингтон.

## Демографија
По попису из 2010. године број становника је 19.204, што је 3.388 (21,4%) становника више него 2000. године.
| Група             | 2000.          | 2010.          |
| Белци             | 11.854 (74,9%) | 13.893 (72,3%) |
| Афроамериканци    | 550 (3,5%)     | 623 (3,2%)     |
| Азијати           | 1.739 (11,0%)  | 2.109 (11,0%)  |
| Хиспаноамериканци | 690 (4,4%)     | 1.204 (6,3%)   |
| Укупно            | 15.816         | 19.204         |